# Hobgoblin
Hobgoblin é uma criatura do folclore inglês, que mede cerca de 1,40cm, podendo chegar até o tamanho de um ser humano. É parecido com um goblin mais robusto, sendo assim uma variação de goblinoide (que vem da raça/criatura goblin). Pode também ser um termo geralmente aplicado em fábulas para descrever um goblin amigo ou divertido.
Um hobgoblin é um espírito doméstico, uma vez considerado útil, mas desde a disseminação do cristianismo tem sido considerado maligno. Shakespeare identifica o personagem de Puck em seu Sonho de uma noite de verão como um hobgoblin.

## Etimologia
O termo "hobgoblin" vem de " hob" ("duende") e "goblin" ("fada travessa e feia"); "Hob" é simplesmente um nome rústico para o duende rural, "um pedaço de familiaridade rude para encobrir a incerteza ou o medo". "Hob" é geralmente explicado como um diminutivo para "Robert", e aqui abreviação de "Robin Goodfellow". A instância mais antiga da palavra pode ser rastreada até 1530, embora provavelmente tenha sido usada por algum tempo antes disso.
O nome hobgoblin é muitas vezes intercambiável com "bugbear", "boogeyman", "bugaboo" ou "bogie".

## História
No folclore francês, hobgoblins são chamados de Lutin.
Hobgoblins muitas vezes são tidos como espíritos, quer sob a forma de animais (como os cães ou coelhos) ou de outros animais de estimação. Gatos que são completamente brancos são especialmente suscetíveis de serem considerados lutins, embora aparentemente não haja nenhum distintivo em nenhum animal que viva em ou perto de casa que possa ser considerado como tal. Estes lutins pode ser bons ou maus. Os primeiros têm competências atribuídas que vão desde o controle do tempo até a fazer a barba do chefe da casa antes de ele acordar aos domingos. Os segundos podem assediar o dono da casa, com qualquer número de problemas menores, como sumindo com coisas ou enchendo os sapatos com seixos. O sal é considerado repugnante para eles. Como derivativos de fadas, o aço/ferro também seria insuportável ao seu toque.
Lutin é geralmente traduzido em inglês como: brownie, elfo, fada, gnomo, duende, hobgoblin, imp, leprechaun, pixie, pixy, puck ou sprite (aportuguesado: esprito).
Em um conto de fadas francês, Le Prince Lutin, escrito em 1697 há uma descrição do lutin do ar, da água e terrestre:
"Você é invisível quando quiser; em um momento você pode cruzar o vasto espaço do universo; você voa sem ter asas; você entra no chão sem morrer, você penetra nos precipícios do mar sem se afogar, você entra em todo o lugar, mesmo com as janelas e as portas fechadas, e, quando você quiser, você pode ser visto na sua forma natural."
Nesta história um chapéu vermelho com duas penas torna o Lutin invisível.

## Ficção
Em O Hobbit, de J.R.R Tolkien, hobgoblins são uma ameaça, maiores e mais fortes do que os goblins. Tolkien comentou mais tarde, numa carta, que através de mais estudos de folclore posteriormente ele tinha aprendido que "a afirmação de que hobgoblins seriam "uma espécie maior de goblins e é o inverso do original". Tolkien então teria rebatizado eles como Uruks ou Uruk-hai, numa tentativa de corrigir o seu erro.
Também em O Hobbit, Tolkien coloca o bugbear Beorn como uma classe diversa dos goblins (Orcs) e hobgoblins (Uruk-hai), consistindo, inclusive, em um dos seres que ajudam Bilbo, Gandalf e Torin Escudo de Carvalho.
Na Finn Family Moomintroll, terceiro livro da série de livros infantis Moomin de Tove Jansson, o hobgoblin é uma estranha criatura mágica; até mesmo o seu chapéu, quando encontrado por outras criaturas, pode trabalhar todos os estranhos tipos de magia por si só. Embora ligeiramente assustador para aqueles que não o conhecem, o hobgoblin é, de fato, uma criatura solitária e sensível, que pode conceder os desejos dos outros, mas não o seu próprio — a menos que alguém especificamente lhe peça por algo que ele quer e, em seguida, lhe dê aquilo que ele próprio criou.